# Rückenberg
Rückenberg (česky doslovně Hřbetový vrch) je vrch o nadmořské výšce 479 m na území obce Schmölln-Putzkau (místní část Putzkau) v zemském okrese Budyšín v Sasku.

## Charakteristika
Vrch leží v německé části Šluknovské pahorkatiny (Lausitzer Bergland) a její mesogeochoře Severní hornolužická vrchovina (Nördliches Oberlausitzer Bergland). Ze západu na Rückenberg navazuje Buchberg (436 m) a z východu Valtenberg (586 m). Geologické podloží tvoří granodiorit – v západní části dvojslídý, ve východní pak lužický – prostoupený žílami doleritu. Převažujícím půdním typem je podzolová kambizem, kterou doplňují erodovaná parakambizem a koluvizem. Na severním svahu pramení potok Wiedwasser, který je přítokem řeky Wesenitz, jižní svahy odvodňuje Lohbach, který je přítokem Polenze. Celý vrch tak náleží k povodí Labe a k úmoří Severního moře. Rückenberg je z velké části zalesněn převážně jehličnatým lesem. Vrch je součástí lesní oblasti Hohwald a chráněné krajinné oblasti Oberlausitzer Bergland.
Poblíž vrcholu prochází žlutě a červeně značené turistické trasy, které prochází oblastí Hohwaldu. Na jižním svahu stojí zchátralá bývalá lesovna a později restaurace Forsthaus Klunker.